# Hormiguero

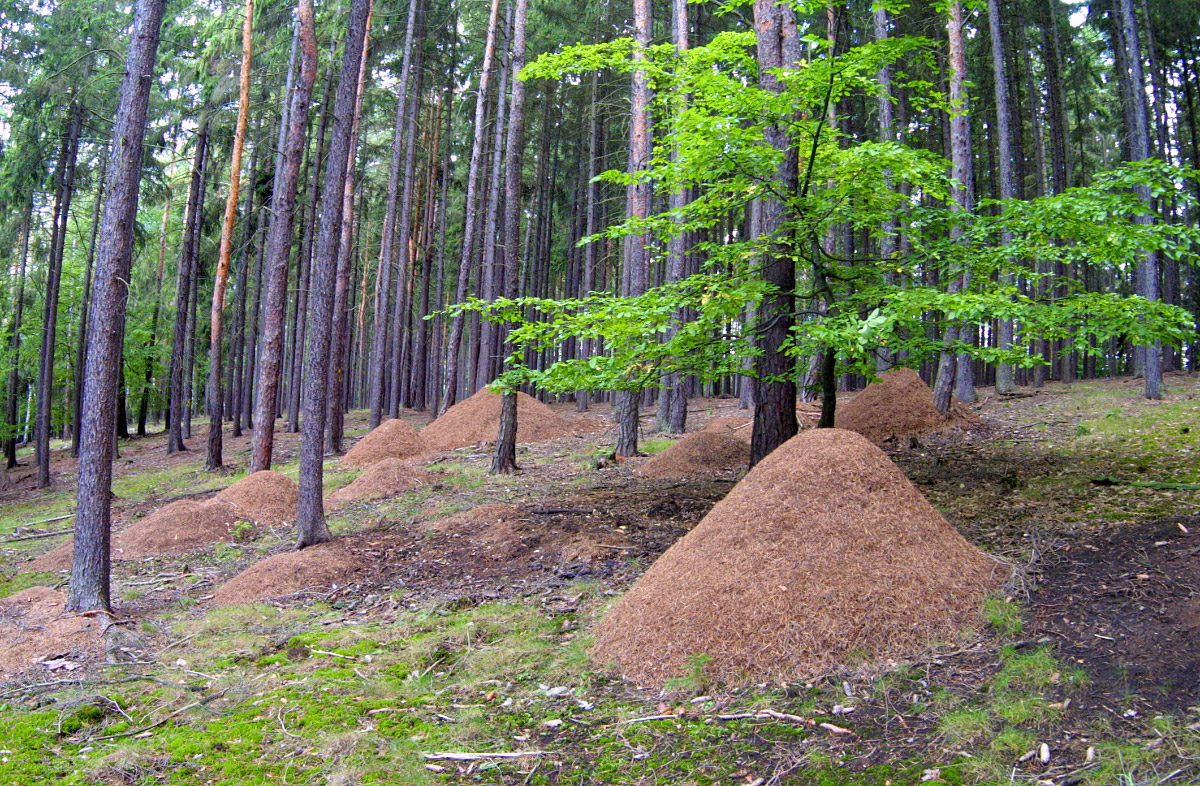
Conjunto de hormigueros de Formica rufa en un bosque checo.

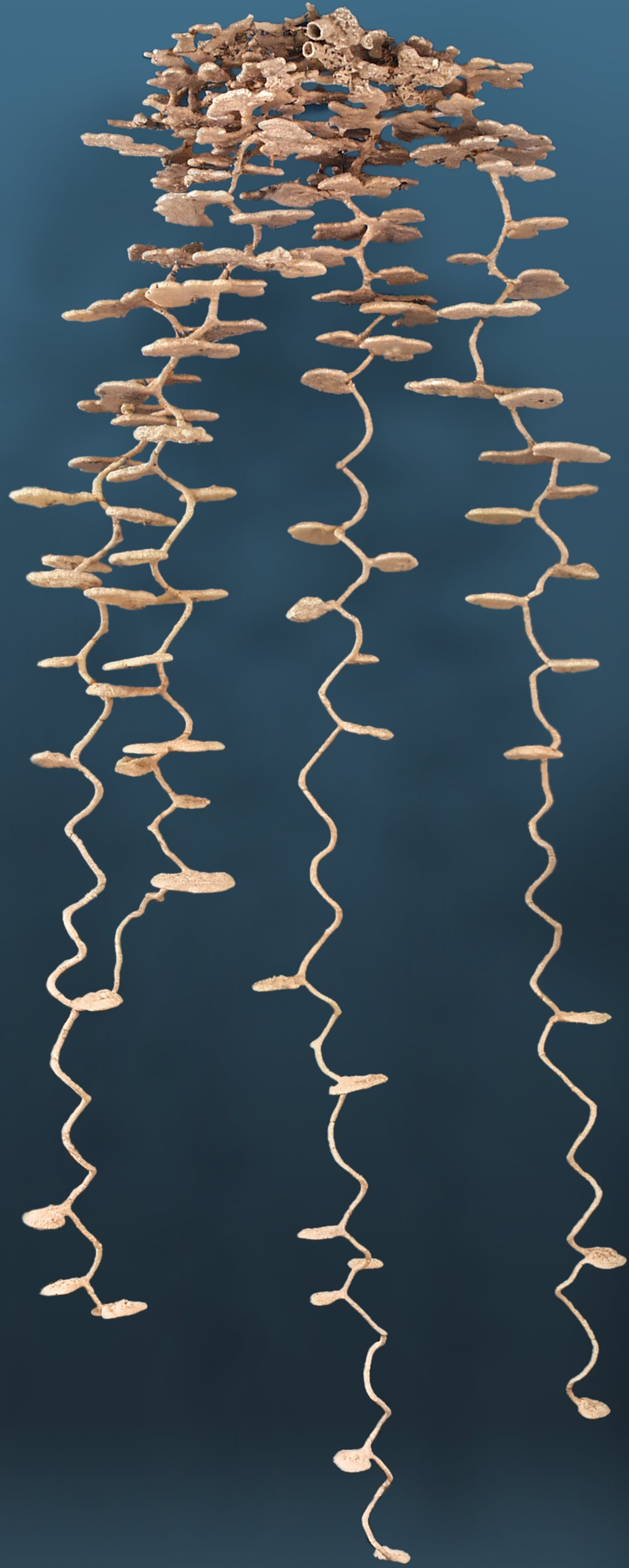
Reproducción en yeso de la estructura de un hormiguero.

Un hormiguero o colonia de hormigas es un refugio donde habitan las hormigas. Los hormigueros generalmente están formados por un conjunto de túneles, entradas y a veces, montículos de la tierra extraída sobre la colonia subterránea. Hay cámaras de cría y de almacenaje de comida. La colonia se construye y mantiene por legiones de hormigas obreras. La comida se introduce en el hormiguero llevada por las obreras tras recogerla del entorno circundante y se le puede seguir el rastro  mediante el uso de isótopos estables.
Las colonias de hormigas son eusociales, y son similares a las de otros himenópteros sociales, aunque varios de estos grupos desarrollaran una socialidad independiente por evolución convergente. Los huevos son puestos por una o varias «reinas». Las reinas son diferentes a las demás castas, y son las más grandes entre todas las hormigas, sobre todo su abdomen y tórax que están mucho más desarrollados. Su única tarea es poner huevos para incrementar el número de individuos de la colonia. La mayor parte de los huevos puestos por las reinas se desarrollan para producir hembras estériles sin alas, llamadas «obreras». En la mayor parte de especies de hormigas, periódicamente enjambres de nuevas reinas aladas y machos (también alados) abandonan el hormiguero para aparearse. Los machos mueren poco después del vuelo nupcial, mientras que las hembras que se han apareado y han sobrevivido buscan un lugar adecuado para empezar una nueva colonia; allí se arrancan las alas y empiezan a poner los huevos y a cuidarlos. Las hembras almacenan el esperma que obtienen durante su vuelo nupcial para fertilizar de manera selectiva los futuros huevos.
Se pueden construir hormigueros artificiales como objeto de investigación o como simple afición. A estas construcciones se les llama hormigueros, terrarios o granjas de hormigas y formicarium. Generalmente se construyen muy estrechos y con paredes de cristal o plástico transparente para poder ver a las hormigas en su interior.

## Colonias simples y supercolonias
Lo más habitual es que las hormigas se muestren agresivas con los miembros de otras colonias y formen colonias simples. Sin embargo, en algunas especies las obreras se mezclan con las de otros hormigueros. Un grupo de colonias donde las hormigas no se exponen a la agresión mutua es conocido como una supercolonia. Las poblaciones de las supercolonias no necesariamente se encuentran en un área contigua.
Hasta el año 2000, la supercolonia de hormigas más grande conocida estaba en la costa de Ishikari (isla de Hokkaidō, Japón). Se estimó que la colonia contenía 306 millones de hormigas obreras y un millón de hormigas reinas viviendo en 45 000 hormigueros interconectados por pasos subterráneos sobre un área de 2,7 km².
En el año 2000, una enorme supercolonia de hormigas argentinas fue encontrada en Europa del Sur (informe publicado en 2002). De 33 poblaciones de hormigas estudiadas en una extensión de 6004 kilómetros a lo largo del Mediterráneo y las costas atlánticas del sur de Europa (desde el norte de Italia hasta la costa atlántica de España y Portugal, pasando por el sur de Francia), 30 pertenecían a una supercolonia con millones de hormigueros y mil millones de obreras, entremezcladas con tres poblaciones de otra supercolonia. Los investigadores afirman que este caso de unicolonialismo no puede ser explicado por la pérdida de su diversidad genética debido al cuello de botella genético de las hormigas importadas.
Otra supercolonia, de aproximadamente 100 kilómetros de longitud, fue encontrada en Melbourne (Australia) en 2004.

## Tipos

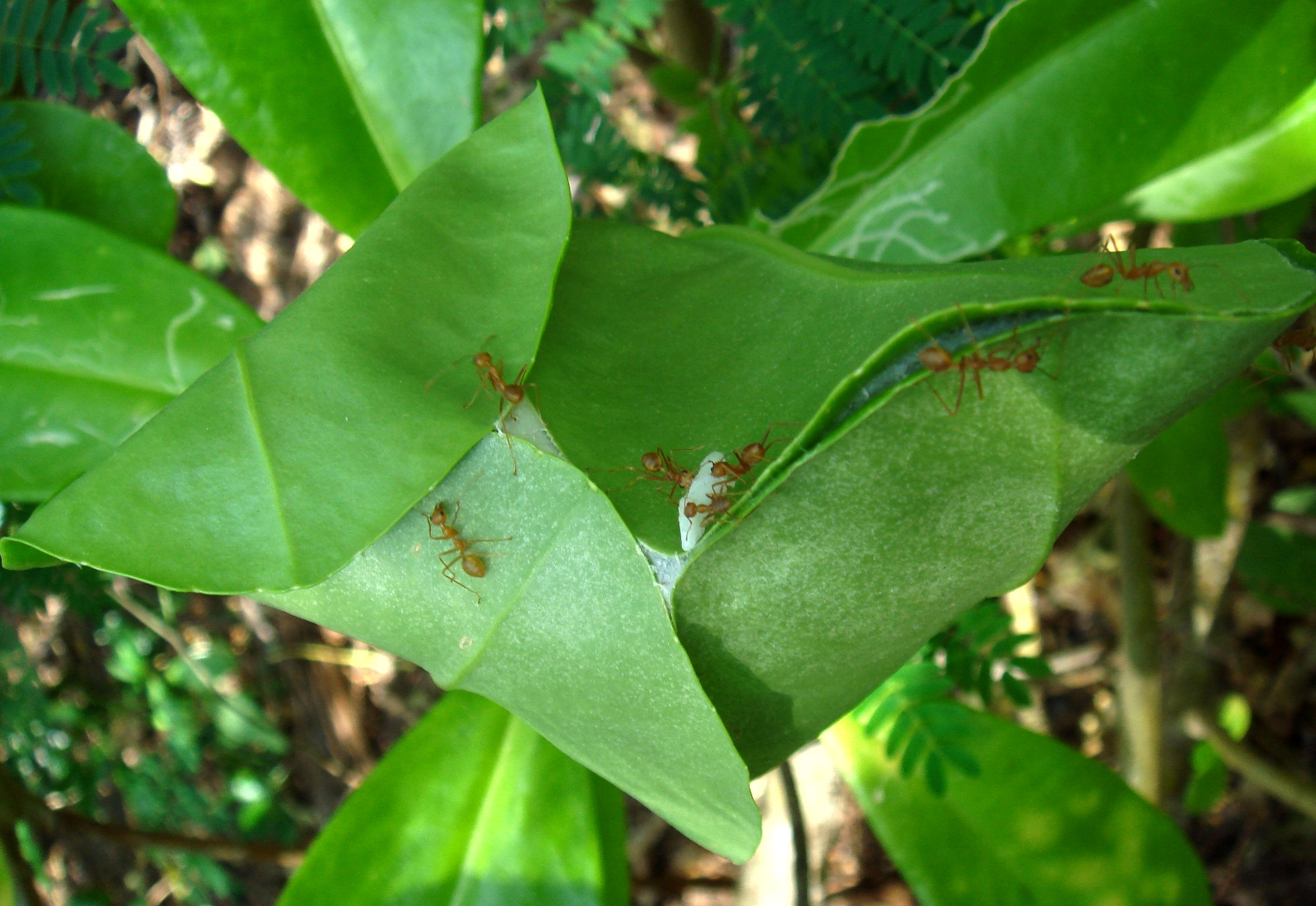
Hormigas verdes construyendo un nido de hojas en Pamalican, Filipinas.

En su forma más simple, un hormiguero es un montón de tierra, arena, hojas o arcilla o una mezcla de estos y otros materiales que acumulan en las entradas de estas viviendas subterráneas cuando las excavan. Una colonia es construida y mantenida por legiones de hormigas obreras, que llevan trozos diminutos de estos materiales en sus mandíbulas y los depositan cerca de la salida de la colonia.
Muchas especies de hormigas construyen hormigueros complejos, pero otras son nómadas y no construyen estructuras permanentes. Las hormigas pueden construir colonias subterráneas o construirlas en árboles. Estos nidos pueden encontrarse bajo tierra, bajo piedras o troncos, en el interior de troncos, tallos huecos o incluso bellotas.
Las hormigas legionarias de América del Sur y las hormigas viajeras de África (género Dorylus) no construyen hormigueros permanentes sino que van alternando el nomadismo con etapas en que las obreras forman un hormiguero temporal creando una estructura utilizando los propios cuerpos de las hormigas obreras vivas (sujetándose unas a otras) para proteger a la reina y a las larvas, y que deshacen posteriormente cuando las hormigas continúan con su viaje. Las obreras de la hormiga verde construyen nidos en los árboles uniendo hojas; primero las sujetan por medio de «puentes» de obreras y después hacen que las larvas produzcan seda mientras las mueven por los bordes de las hojas. Se han observado métodos de construcción similares en algunas especies de Polyrhachis.
Las hormigas eligen cuidadosamente el lugar donde construir la colonia; Temnothorax albipennis evita los lugares con hormigas muertas, puesto que esto puede indicar la presencia de parásitos o enfermedades. Abandonan rápidamente las colonias ya establecidas a la primera señal de amenaza.